# Bazylika Sheshan
Bazylika Matki Bożej, Wspomożycielki Wiernych na Sheshan (佘山进教之佑圣母大殿, Shéshān jìnjiào zhī yòu shèngmǔ dàdiàn) – kościół katolicki i ośrodek pielgrzymkowy znajdujący się na szczycie wzgórza Sheshan (佘山) w dzielnicy Songjiang w południowo-zachodniej części Szanghaju.

## Architektura
Bazylika wybudowana jest na planie krzyża łacińskiego, w stylu neobarokowym. Może pomieścić do 4000 wiernych. Nawa ma długość 55,8×24,6 m, zaś sklepienie wysokość 16,4 m. Ołtarz wykonany jest z marmuru i wykończony złotem oraz jadeitem. Na szczycie 38-metrowej dzwonnicy umieszczona jest figura Madonny z Dzieciątkiem, o wysokości 4,8 m.
Przy wiodącej na szczyt wzgórza drodze znajdują się stacje drogi krzyżowej oraz dwie kaplice, poświęcone Sercu Jezusa i Pannie Maryi.
Obok bazyliki znajduje się Szanghajskie Obserwatorium Astronomiczne.

## Historia
Początki kościoła sięgają połowy XIX wieku. W 1863 roku misjonarze jezuiccy zakupili obszar opuszczonego klasztoru buddyjskiego na wzgórzu Sheshan. Pozostałości klasztornych budynków zostały wyburzone, a na ich miejscu wzniesiona została niewielka kaplica. W 1871 roku wzniesiony został kościół, do którego 23 lata później dobudowano kapliczki i drogę krzyżową. W 1874 roku papież Pius IX obdarzył pielgrzymujących na Sheshan w maju odpustem zupełnym.
W 1925 dotychczasowy kościół został wyburzony, a na jego miejscu wzniesiono nowy, stojący do dziś. Budowa została ukończona w 1935 roku. W 1942 roku papież Pius XII podniósł kościół na Sheshan do rangi bazyliki mniejszej, zaś w 1946 roku decyzją Stolicy Apostolskiej koronowano tutejszą figurę Madonny. Po utworzeniu Chińskiej Republiki Ludowej, podobnie jak inne katolickie świątynie w Państwie Środka, bazylikę przejęło Patriotyczne Stowarzyszenie Katolików Chińskich.
Podczas rewolucji kulturalnej bazylika została zamknięta i zdewastowana; zniszczono wówczas witraże, obrazy oraz figurę Madonny. W 1981 roku świątynia została ponownie przekazana diecezji szanghajskiej i odrestaurowana. Figura Madonny, zastąpiona początkowo żelaznym krzyżem, wróciła na swoje miejsce w 2000 roku.
W roku 2008 papież Benedykt XVI napisał modlitwę do Matki Bożej z Sheshan w intencji Kościoła w Chinach.